# Pithecops urai
Pithecops urai är en fjärilsart som beskrevs av Bethune-Baker 1913. Pithecops urai ingår i släktet Pithecops och familjen juvelvingar. Inga underarter finns listade i Catalogue of Life.